# Apogonia arta
Apogonia arta är en skalbaggsart som beskrevs av Karsch 1882. Apogonia arta ingår i släktet Apogonia och familjen Melolonthidae. Inga underarter finns listade i Catalogue of Life.